# Solange Wilvert
```
| agência              = 
Joy Model Management
```

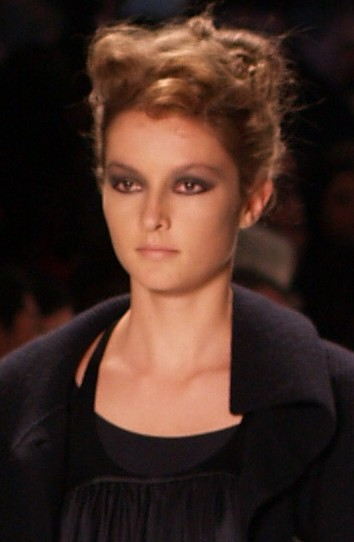
New York Fashion Week - Outono, 2007.

Solange Wilvert é uma modelo brasileira. Filha de uma agricultora e de um pedreiro, a hoje top internacional foi descoberta no final de 2003, aos 14 anos, por uma olheira no colégio estadual onde estudava em Antônio Carlos, município localizado na região da Grande Florianópolis.
Daqui direto para Nova York, desfilou para Gucci, Calvin Klein e Chanel. Em 2005, ela estrelou as campanhas da Gucci e do perfume da Stella McCartney.
Já ocupou a 11ª posição no top 50 do site internacional Models.com
Atualmente é representada pela agência Joy Model Management no Brasil.